# Franz Alexander von Isenburg

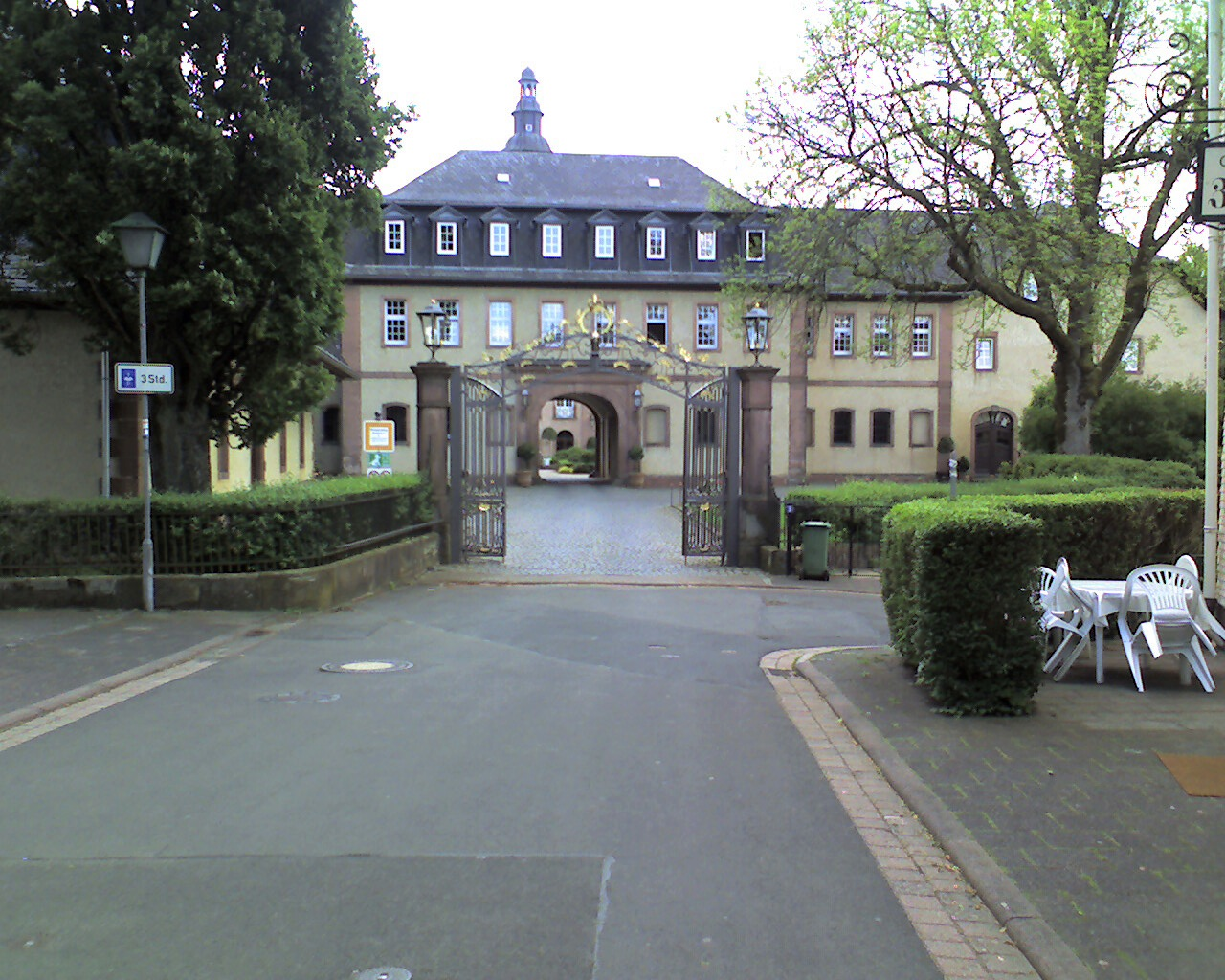
Stamslot Birstein van de Fürsten von Isenburg

Franz Alexander Karl Friedrich Christian Hubert Georg Gabriel Maria Fürst von Isenburg (Birstein, 22 juli 1943 - 5 mei 2018) was van 1956 tot zijn overlijden als opvolger van zijn vader hoofd van de Birsteinse linie van het geslacht en Fürst von Isenburg.

## Biografie
Isenburg was een zoon van Franz Ferdinand Fürst von Isenburg (1901-1956) en diens echtgenote Irina (Nina) Gräfin Tolstoj (1917-1985), lid van de Russische adellijke familie Tolstoj en dus verwante van de schrijver Leo Tolstoj. Na het overlijden van zijn vader in 1956 werd hij hoofd van de Birsteinse linie van het Huis Isenburg. Tot zijn overlijden in 2018 droeg hij de titel Fürst (de andere leden van deze linie voeren de titel Prinz(essin). (Formeel was hij volgens het Duitse naamrecht Prinz von Isenburg; volgens familietraditie werd hij echter aangeduid als Fürst von Isenburg met het predicaat Doorluchtigheid.) Isenburg trouwde in 1968 met Christine Gräfin von Saurma, Freiin von und zu der Jeltsch (1941) met wie hij vijf kinderen kreeg, onder wie:
- Alexander von Isenburg (1969)
- Prinzessin Katharina von Isenburg (1971); trouwde in 2004 met aartshertog Martin van Oostenrijk (1959)
- Prinzessin Isabelle von Isenburg (1973); trouwde in 1998 met Carl zu Wied (1961-2015), 8e Fürst zu Wied
- Prinzessin Sophie von Isenburg (1978); trouwde in 2011 met Georg Friedrich Prinz von Preußen (1976), hoofd van het huis Pruisen en daarmee volgens familietraditie drager van het predicaat Koninklijke Hoogheid

Zijn familie en zijn zoon, Alexander von Isenburg, bewonen het sinds 1438 in het bezit van de Birsteinse linie van het geslacht zijnde stamslot Burg Birstein.
Hij overleed in 2018 op 74-jarige leeftijd en zijn zoon Alexander von Isenburg volgde hem op als hoofd van de Birsteinse linie van het geslacht en Fürst von Isenburg.